# Plaxopsis roseogaster
Plaxopsis roseogaster är en stekelart som beskrevs av Charles Thomas Brues 1926. Plaxopsis roseogaster ingår i släktet Plaxopsis och familjen bracksteklar. Inga underarter finns listade i Catalogue of Life.